# Pierre-Édouard Frère
Pierre-Édouard Frère, född den 10 januari 1819 i Paris, död den 23 maj 1886 i Écouen, var en fransk målare. Han var bror till Charles-Théodore Frère. 
Frère, som var lärjunge till Delaroche, målade scener ur vardagslivet, i synnerhet barnens lekar. Hans bilder, som spreds i stick och litografier, blev snabbt populära. Hans son Charles-Édouard Frère (1837–1894) målade genre och landskap.